# Ээролайнен, Кости-Пааво
Кости-Пааво Ээролайнен (фин. Kosti-Paavo Eerolainen; 31 мая 1902, Артъярви — 22 февраля 1994, Куусамо) — финский ультраправый активист, журналист, военный и полицейский. Участник финляндской гражданской войны, Эстонской освободительной войны, двух советско-финских войн. Радикальный антикоммунист, видный деятель Движения Лапуа, участник Мянтсяльского мятежа. Член Патриотического народного движения. В 1943—1944 — офицер комендатуры концентрационного лагеря в Ковере. После войны — коммерческий работник.

## Белофинский доброволец
Родился в семье сельского торговца. Получил среднее образование. С подросткового возраста отличался праворадикальными национал-патриотическими взглядами. Осенью 1917 вступил в молодёжную подпольную организацию, ставившую целью независимость Финляндии.
В начале гражданской войны Кости-Пааво Ээролайнен присоединился к белым антикоммунистам. После гибели в перестрелке с красногвардейцами своего двоюродного брата дал публичную клятву мести. В 15-летнем возрасте участвовал в боях, был ранен. В конце войны получил воинское звание капрала.
После войны Ээролайнен попытался продолжить образование, но это оказалось трудно из-за поствоенного синдрома. Вступил в молодёжное добровольческое формирование Pohjan Pojat и отправился в Эстонию для участия в освободительной войне. В январе-апреле 1919 снова неоднократно участвовал в боях.

## Сотрудник полиции
Осенью 1919 вернулся на родину, но вновь не смог окончить образование. Жил натуральным сельским хозяйством. Женился, но семейная жизнь не сложилась. После ряда неудач Ээролайнен перебрался в Хельсинки.
В 1927 Кости-Пааво Ээролайнен поступил на службу в полицию. Был определён в Ваасу. Подразделению Ээролайнена вменялся в задачу контроль и выявление коммунистического подполья. Ээролайнен быстро приобрёл известность в коммунистической среде как опасный противник. Жёсткость его действий становилась предметом служебного расследования. В 1929 ему пришлось оставить полицейскую службу.

## Антикоммунистический боевик
Радикальный антикоммунизм Кости-Пааво Ээролайнена закономерно привёл его в Движение Лапуа Вихтори Косолы. Ээролайнену более всего импонировали методы прямого действия и политического насилия. Под его руководством ультраправые лапуаские боевики совершили ряд силовых акций, нападений и похищений коммунистов и социал-демократов. Группой Ээролайнена и Арттури Вуоримаа были, в частности, похищены, подвергнуты унижениям и избиениям депутаты парламента Ассер Сало, Эйно Пеккала, Яльмари Рёткё.

Лучше идти через бесправие к закону, чем через закон к бесправию.

Кости-Пааво Ээролайнен

Эти действия привели к тому, что осенью 1930 Ээролайнен был арестован полицией. Однако вскоре он был освобождён. Редактировал лапуаский журнал Aktivisti. Высказывался в поддержку итальянского режима Бенито Муссолини, выступал за установление подобного в Финляндии. Был организатором молодёжных штурмовых формирований. Во время президентских выборов 1931, когда Лапуаское движение поддерживало Пера Эвинда Свинхувуда, Ээролайнен фактически призывал к убийству Каарло Стольберга. Он поместил в журнале Aktivisti статью «Выстрелы» об акте Эйгена Шаумана, содержащую прозрачный намёк. Это привело к закрытию журнала и аресту Ээролайнена.
В феврале-марте 1932 Ээролайнен участвовал в Мянтсяльском мятеже Лапуаского движения. Выступал как напарник оперативного руководителя повстанцев Арттури Вуоримаа. После поражения вынужден был скрываться от полиции и бежал в Эстонию. Полгода спустя был арестован эстонской полицией и выслан в Финляндию.

## Ресторанный подсобник
Ээролайнен предстал перед судом, был осуждён и провёл в тюрьме около трёх лет. Освободившись, вступил в партию Патриотическое народное движение (IKL), созданное на основе распущенного Движения Лапуа. Жил в Выборге, работал «вышибалой» и дворником в ресторане Musta Karhu (Чёрный медведь) — эта ресторанная сеть активно сотрудничала с IKL. Получал взыскания от администрации за грубое обращение с клиентами.
Серьёзного политического влияния в ультраправом движении Ээролайнен уже не имел. Резко критиковал IKL за чрезмерное увлечение парламентской респектабельностью и «непонимание важности активных форм борьбы».

## Служба в армии и в лагере
Во время Зимней войны Кости-Пааво Ээролайнен служил в автотранспортных частях финской армии. Продолжал службу в период советско-финской войны 1940-х, получил лейтенантское звание.
В 1942 на занятой финскими войсками территории Карелии в Ковере был учреждён концентрационный лагерь (хотя официально заведение не имело этого статуса) для коммунистов и неблагонадёжных. С 1943 Ээролайнен был привлечён на службу в лагерную комендатуру. Проявлял жестокость в отношении заключённых.

Я ещё не успел в должной мере научить вас, что такое война. Вы ещё недостаточно цените отечество, недостаточно уважаете начальство. Вам пока слишком легко всё сходило. Но у вас ещё есть шанс познать всё на своей спине. Вам будет предоставлена возможность ощутить, что такое дисциплина и порядок.

Кости-Пааво Ээролайнен

Некоторые из заключённых коммунистов были известны Ээролайнену со времён полицейской службы.
При наступлении советских войск в июне 1944 лагерь был эвакуирован, постройки сожжены. Ээролайнен участвовал в конвоировании на территорию Финляндии более ста заключённых.

## Послевоенная жизнь. Противоречивые оценки
В декабре 1944, после выхода Финляндии из войны, Кости-Пааво Ээролайнен уволился с армейской службы. В 1945 отбывал краткий тюремный срок. Освободившись, перебрался в Швецию, опасаясь повторного ареста. Прожил в эмиграции 8 лет, работал лесорубом. Возвратился в Финляндию летом 1953.
Работал коммерческим представителем, обзавёлся новой семьёй. Опубликовал в журнале Uusi Maailma мемуары, где откровенно рассказывал о своём прошлом. Не высказывал каких-либо сожалений, резко критиковал политику сближения с Советским Союзом. Укрепился в своих позициях в последние годы жизни — 1991—1994, после распада СССР.
Скончался Кости-Пааво Ээролайнен в возрасте 91 года.
Отношение к Кости-Пааво Ээролайнену в современной Финляндии неоднозначно. Часть общества считает его экстремистом, фашистом, уголовным и военным преступником. Другую позицию выразил историк и крайне правый политик Юсси Нийнистё, включив очерк об Ээролайнене в сборник биографий Suomalaisia vapaustaistelijoita — Финские борцы за свободу.